# Créature du Zuiyo-maru
La créature du Zuiyo-maru (ニューネッシー, Nyū Neshii, lit. « Nouveau Nessie ») est un animal mort non identifié pêché par le chalutier japonais 瑞洋丸 (Zuiyō-maru) au large de la Nouvelle-Zélande en 1977. L'apparence particulière de la carcasse a amené aux propositions qu'il s’agirait d'un reste de plésiosaure préhistorique.
Bien que plusieurs scientifiques insistent sur le fait qu'il ne s'agit « ni d'un poisson, ni d'une baleine, ni d'aucun autre mammifère », les analyses postérieures indiquent qu'il s'agit probablement de la carcasse d'un requin-pèlerin par comparaison du taux d'acides aminés dans le tissu musculaire,. Les carcasses des requins-pèlerin en décomposition perdent souvent la partie basse de leur tête, ainsi que leurs nageoires dorsales et caudales, les faisant ressembler à des plésiosaures.

## Découverte
Le 25 avril 1977, le chalutier japonais Zuiyō-maru, naviguant à l'est de Christchurch en Nouvelle-Zélande, attrape une étrange créature inconnue dans ses filets. L'équipage est convaincu qu'il s'agit d'un animal non identifié mais malgré l'importance biologique probable de la curieuse découverte, le capitaine Akira Tanaka décide de rejeter la carcasse à l'eau pour ne pas risquer de contaminer le poisson déjà attrapé. Néanmoins, avant cela, quelques photos et croquis de la créature, surnommée « Nessie » sont pris par l'équipage, des mesures sont prises et quelques échantillons de squelette, de peau et de nageoires sont collectés pour de futures analyses au Japon. La découverte intéresse beaucoup le public japonais et provoque une « plésiosaure-mania » dans le pays, et la compagnie maritime ordonne à tous ses bateaux d'essayer de récupérer le cadavre rejeté mais sans succès.

## Description
Le corps nauséabond en décomposition est estimé à 1 800 kg et 10 m de long. D'après les dires de l'équipage, la créature avait un long cou d'un mètre et demi, quatre grandes nageoires rougeâtres, une queue d'environ deux mètres de long mais elle n'avait pas de nageoire dorsale. Aucun reste d'organe vital n'était présent, mais la chair et la graisse étaient quelque peu intactes.

## Hypothèses proposées

### Plésiosaure
Le professeur Tokio Shikama de l'université nationale de Yokohama était convaincu que la carcasse était celle d'un supposé plésiosaure éteint. Le Dr Fujiro Yasuda de l'université océanographique de Tokyo était d'accord avec Shikama sur le fait que « les photographies montraient les restes d'un animal préhistorique ».
Néanmoins, d'autres scientifiques furent plus sceptiques. Le paléontologue suédois Hans-Christian Bjerring (en) déclara : 

« S'il est vrai que les Japonais ont collecté des échantillons de nageoires et de peau, il doit être possible de conclure au microscope de quoi il s'agit. S'il est montré qu'il s'agit d'un animal marin jusque-là inconnu, ce serait un événement aussi important que la découverte du cœlacanthe en 1938… mais il y a des raisons de douter des hypothèses de plésiosaures, par exemple, car l'environnement et la faune marine ont changé radicalement depuis l'époque des plésiosaures sur Terre. »

Un autre scientifique suédois, Ove Persson, fut également critique sur l'interprétation du plésiosaure. Il rappela d'autres découvertes de créatures marines mortes similaires ressemblant à des plésiosaures qu'une inspection plus approfondie identifièrent comme de simples requins anormalement longs en décomposition. Il ajoute également que « la découverte du cœlacanthe n'était pas aussi étrange que serait celle d'un plésiosaure. Celui-ci est beaucoup plus grand et respire avec des poumons. Il semble inconcevable qu'il ait pu rester caché ».

### Requin-pèlerin

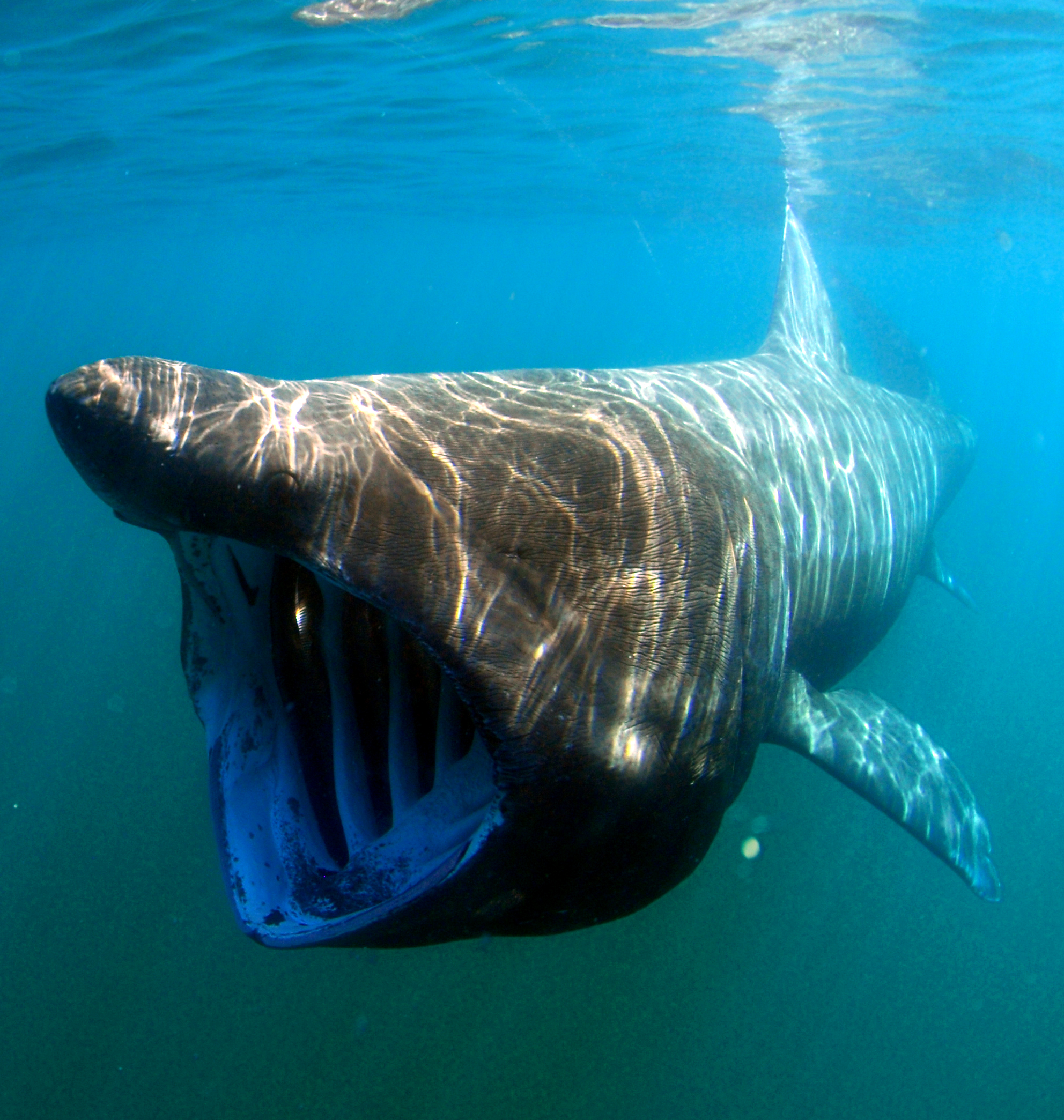
Un requin-pèlerin.

Une équipe de scientifiques japonais, comprenant Tadayoshi Sasaki et Shigeru Kimura de l'université océanographique de Tokyo, Ikuo Obata du musée national de la nature et des sciences de Tokyo et Toshio Ikuya de l'institut de recherche Atmosphère et Océan de l'université de Tokyo, conclut conjointement dans un rapport d'août 1978 que l'identification de la carcasse ne pouvait être déterminée avec certitude et qu'elle était probablement celle d'un grand requin.
Le 28 juillet 1977, la créature du Zuiyō-maru est commentée dans le magazine de science international New Scientist. Un scientifique du musée d'histoire naturelle de Londres eut la même impression que Bjerring et Persson, que les restes n'étaient pas ceux d'un plésiosaure. La décomposition habituelle d'un requin-pèlerin, dont la colonne vertébrale et le cerveau sont relativement plus calcifiés qu'un poisson cartilagineux, est susceptible de produire une forme similaire à celle d'un plésiosaure. Les premières parties qui tombent durant la décomposition sont la mâchoire inférieure, la région des branchies et les nageoires dorsales et caudales. Après avoir lu que la carcasse était peut-être celle d'un plésiosaure, l'auteur suédois Bengt Sjögren écrit que « c'est le précédent cas de la bête de Stronsay qui hante encore les autres découvertes. Les scientifiques japonais sont tombés dans le même piège facile que les naturalistes écossais au XIXe siècle ».

## Dans la culture populaire
- La créature est citée comme étant un plésiosaure dans le film Godzilla vs King Ghidorah de 1991.

## Source de la traduction
- (en) Cet article est partiellement ou en totalité issu de l’article de Wikipédia en anglais intitulé « Zuiyo-maru carcass » (voir la liste des auteurs).